# 情操教育
情操教育（じょうそうきょういく）とは、感情や情緒を育み、創造的で、個性的な心の働きを豊かにするためとされる教育、および道徳的な意識や価値観を養うことを目的とした教育の総称。（ヘルバルト学派が用い始めた語）

## 概念
情操とは、高い精神活動に伴って起こる感情、情緒より知的で安定感があり、持続できでの勤労体験学習（体験学習）も、この一環として理解されることが多い。また、国語については、文学作品の鑑賞などにおいて、情操教育の性格を持つものとみなされる傾向がある。
しかし、「情操教育」という用語は学校教育でしばしば用いられるものの、明確な定義が難しいとする見解もある。